# Good Stuff (álbum de B-52's)
Good Stuff es el sexto álbum de estudio de la banda estadounidense The B-52's, lanzado en 1992. Alcanzó el puesto 16 en el Billboard 200 y su canción principal alcanzó el puesto 28 en el Billboard Hot 100. Fue nominado a Mejor Álbum de Música Alternativa en la 35ª Entrega Anual de los Premios Grammy.

## Antecedentes
Good Stuff fue concebido después de que el sello los instara a publicar rápidamente una sucedáneo de su exitoso álbum Cosmic Thing (1989). El nuevo álbum fue hecho sin Cindy Wilson (cantante y fundadora de la banda), quien estaba en una pausa temporal desde 1990 hasta 1994. 
La banda acababa de terminar una larga gira tras el éxito masivo del álbum Cosmic Thing. Wilson se había tomado una pausa para criar a sus hijos. También dijo que otra razón de su alejamiento fue que todavía extrañaba a su hermano Ricky Wilson, ex guitarrista de la banda que murió en 1985, y que necesitaba relajarse.  Fred Schneider comentó que fue un momento muy estresante, "un verdadero shock".  Sin embargo, la banda continuó con la bendición de Wilson y contrató a Julee Cruise como vocalista de reemplazo para la nueva gira. 
El guitarrista Keith Strickland declaró más tarde que Good Stuff surgió cuando su representante los presionó para crear un nuevo álbum que continuara el éxito de Cosmic Thing, a pesar de que estaban agotados por la gira.  Al igual que ese disco, Good Stuff fue producido conjuntamente por Nile Rodgers y Don Was . 

## Lista de canciones
1. "Tell It Like It T-I-Is" – 5:13
2. "Hot Pants Explosion" – 4:55
3. "Good Stuff" – 5:58
4. "Revolution Earth" – 5:48
5. "Dreamland" – 7:35
6. "Is That You Mo-Dean?" – 5:32
7. "The World's Green Laughter" – 4:04
8. "Vision of a Kiss" – 5:57
9. "Breezin'" – 5:21
10. "Bad Influence" – 5:41

## Créditos
The B-52's
- Kate Pierson - voz
- Fred Schneider - voz
- Keith Strickland: guitarras, voz (3, 8), teclados (4–10), batería programada (7)

Músicos adicionales
- Richard Hilton – piano (1), teclados (1, 4–5, 7–8), Synclavier programming (7)
- Pat Irwin – piano (2), órgano Hammond (2), teclados (3, 6, 10), guitarras (10)
- Jamie Muhoberac – teclados (2–3, 6, 9–10)
- Tracy Wormworth – bajo (1, 4–5, 8)
- Nile Rodgers – guitarras (8)
- Don Was – guitarras (10)
- James "Hutch" Hutchinson – bajo (2, 10)
- Sara Lee – bajo (3, 6)
- Nicky Brown – bajo (9)
- Sterling Campbell – batería (1, 4–5, 8)
- Jeff Porcaro – batería (2, 9–10)
- Zachary Alford – batería (3, 6)
- Lenny Castro – percusión (2–3, 6, 9–10)
- Stephen "Doc" Kupka – saxo barítono (2, 6)
- Dave McMurray – saxo (2, 6), flauta (9)
- Lee Thornburg – trompeta (2)
- Amy Shulman – arpa (6)
- Tawatha Agee, Michelle Cobbs, Curtis King, Fonzi Thornton y Brenda White-King  – coros (1)
- Mo-Dean Intergalactic Choir – coro (6)

Producción
- Nile Rodgers – productor (1, 4–5, 7–8)
- Don Was – productor (2–3, 6, 9–10)